# Sparkle Hayter
Pour les articles homonymes, voir Hayter.
Sparkle Hayter, née le 18 octobre 1958 à Pouce Coupe, en Colombie-Britannique, au Canada, est une femme de lettres et une journaliste canadienne, auteure de roman policier.

## Biographie
Elle fait des études cinématographiques à l'université de New York où elle obtient son diplôme en 1982. Elle travaille ensuite comme journaliste pour le New York Times et pour plusieurs chaînes de télévision de 1980 à 1986 : WABC-TV, CNN, Global Television Network. De 1986 à 1990, elle est reporter indépendante et, à partir du Pakistan, couvre la guerre d'Afghanistan pour le Toronto Star. Par la suite, et jusqu'en 1992, elle est comédienne et interprète plusieurs one-woman-shows.
En 1994, elle publie son premier roman, Les filles n'en mènent pas large (What's A Girl Gotta Do?), où elle crée le personnage de la journaliste de télévision Robin Hudson. Pour ce roman, elle est lauréate du prix Arthur-Ellis du meilleur premier roman. Selon Claude Mesplède, « avec un humour qui fait mouche à tous les coups, Sparkle Hayter révèle les dessous d'une grande chaîne de télévision car cette pétillante comédie est une satire féroce de l'univers caché du journalisme ». On retrouve cette héroïne dans cinq autres romans.

## Œuvre

### Romans

#### SérieRobin Hudson
- What's A Girl Gotta Do? (1994) Publié en français sous le titre Les filles n'en mènent pas large, Paris, Le Serpent à Plumes, coll. « Serpent noir » no 7 (1998)  (ISBN 2-84261-078-4) ; réédition, Paris, J'ai lu no 6076 (2001)  (ISBN 2-290-31602-4) ; réédition, Paris, Viamedias, coll. « Litté poche » (2007)  (ISBN 978-2-84964-048-7)
- Nice Girls Finish Last (1996) Publié en français sous le titre Les filles sont trop gentilles, Paris, Le Serpent à Plumes, coll. « Serpent noir » no 14 (1999)  (ISBN 2-84261-141-1), réédition, Paris, J'ai lu no 6220 (2002)  (ISBN 2-290-31836-1), réédition, Paris, Viamedias, coll. « Litté poche » (2007)  (ISBN 978-2-84964-049-4)
- Revenge of the Cootie Girls (1997) Publié en français sous le titre Les filles règlent leurs comptes, Paris, Le Serpent à Plumes, coll. « Serpent noir » (2000)  (ISBN 2-84261-195-0), réédition, Paris, J'ai lu no 6472 (2002)  (ISBN 2-290-32383-7), réédition, Paris, Viamedias, coll. « Litté poche » (2007)  (ISBN 978-2-84964-050-0)
- The Last Manly Man (1998) Publié en français sous le titre Le Dernier Macho Man, Paris, Le Serpent à Plumes, coll. « Serpent noir » no XX (2001)  (ISBN 2-84261-266-3), réédition, Paris, J'ai lu no 6924 (2004)  (ISBN 2-290-33063-9), réédition, Paris, Viamedias, coll. « Litté poche » (2007)  (ISBN 978-2-84964-051-7)
- The Chelsea Girl Murders (2000) Publié en français sous le titre Les Filles du Chelsea Hotel, Paris, Le Serpent à Plumes, coll. « Serpent noir » no XX (2002)  (ISBN 2-84261-318-X), réédition, Paris, Viamedias, coll. « Litté poche » (2007)  (ISBN 978-2-84964-052-4)
- Last Girl Standing (2005) Publié en français sous le titre La Revanche des filles, Saint-Constant (Québec), Éditions Le Broquet (2009)  (ISBN 978-2-89654-118-8)

#### Autres romans
- Naked Brunch (2002)
- Bandit Queen Boogie (2004)

### Novellas
- Deus Ex Machina (2013)

### Nouvelles
- Le Journal de Sue Peaner (Si j'aurais su, j'aurais pas venu !), dans le recueil Toutes les femmes sont fatales, Paris, Librio, coll. « Librio noir » no 632 (2004)  (ISBN 2-290-33975-X)

## Prix et distinctions
- Prix Arthur-Ellis du meilleur premier roman pour Les filles n'en mènent pas large (What's A Girl Gotta Do?)

## Sources
: document utilisé comme source pour la rédaction de cet article.
- Claude Mesplède (dir.), Dictionnaire des littératures policières, vol. 1 : A - I, Nantes, Joseph K, coll. « Temps noir », 2007, 1054 p. (ISBN 978-2-910-68644-4, OCLC 315873251), p. 945-946